# لینکن ویلیج (اوهایو)
لینکن ویلیج (به انگلیسی: Lincoln Village) یک منطقهٔ مسکونی در ایالات متحده آمریکا است که در شهرستان فرانکلین، اوهایو واقع شده‌است. لینکن ویلیج ۴٫۷۵ کیلومتر مربع مساحت و ۹٬۰۳۲ نفر جمعیت دارد و ۲۷۷ متر بالاتر از سطح دریا واقع شده‌است.